# Wesley Chapel (Flórida)
Wesley Chapel é uma Região censo-designada localizada no estado americano de Flórida, no Condado de Pasco.

## Demografia
Segundo o censo americano de 2000, a sua população era de 5691 habitantes.

## Geografia
De acordo com o United States Census Bureau tem uma área de
15,8 km², dos quais 15,7 km² cobertos por terra e 0,1 km² cobertos por água. Wesley Chapel localiza-se a aproximadamente 33 m acima do nível do mar.

## Localidades na vizinhança
O diagrama seguinte representa as localidades num raio de 16 km ao redor de Wesley Chapel.